# Cabinet Kohl I
Pour les articles homonymes, voir Cabinet Kohl.
 (janvier 2023).
Si vous disposez d'ouvrages ou d'articles de référence ou si vous connaissez des sites web de qualité traitant du thème abordé ici, merci de compléter l'article en donnant les références utiles à sa vérifiabilité et en les liant à la section « Notes et références ».
République fédérale d'Allemagne
Schmidt III Kohl II
Le cabinet Kohl I (en allemand : Kabinett Kohl I) est le gouvernement fédéral de la République fédérale d'Allemagne entre le 4 octobre 1982 et le 29 mars 1983, durant la neuvième législature du Bundestag.

## Historique du mandat
Dirigé par le nouveau chancelier fédéral chrétien-démocrate Helmut Kohl, anciennement ministre-président de Rhénanie-Palatinat, ce gouvernement est constitué et soutenu par une « coalition noire-jaune » entre l'Union chrétienne-démocrate d'Allemagne (CDU), le Parti libéral-démocrate (FDP) et l'Union chrétienne-sociale en Bavière (CSU). Ensemble, ils disposent de 281 députés sur 497, soit 56,5 % des sièges du Bundestag.
Il est formé à la suite de l'adoption d'une motion de censure à l'encontre d'Helmut Schmidt, au pouvoir depuis mai 1974.
Il succède donc au cabinet Schmidt III, constitué et soutenu par le seul Parti social-démocrate d'Allemagne (SPD) après la rupture de la « coalition sociale-libérale » entre le SPD et le FDP.

### Formation
Le 1er octobre 1982, 15 jours après que les libéraux-démocrates se sont retirés du gouvernement fédéral, le Bundestag adopte, pour la seule et unique fois depuis 1949, une motion de censure qui porte Helmut Kohl au pouvoir, par 256 voix pour et 241 voix contre. Quatre jours plus tard, il forme son premier cabinet de 16 ministres fédéraux. À la différence du précédent exécutif, le FDP obtient le ministère fédéral de la Justice et abandonne donc le ministère fédéral de l'Intérieur.

### Succession
Afin de donner une légitimité populaire à sa prise de pouvoir, Kohl pose le 17 décembre la question de confiance et organise son échec. La confiance lui est effectivement refusée par 489 voix contre et 8 voix pour. Il demande alors la dissolution du Bundestag au président fédéral Karl Carstens.
Au cours des élections législatives fédérales anticipées du 6 mars 1983, la CDU/CSU réalise des progrès électoraux significatifs, qui compensent les pertes des libéraux-démocrates. La majorité étant reconduite, Helmut Kohl peut former son deuxième gouvernement fédéral.

## Composition
| Fonction                                                                               | Nom | Nom                         | Parti |
| -------------------------------------------------------------------------------------- | --- | --------------------------- | ----- |
| Chancelier fédéral                                                                     |     | Helmut Kohl                 | CDU   |
| Vice-chancelier Ministre fédéral des Affaires étrangères                               |     | Hans-Dietrich Genscher      | FDP   |
| Ministre fédéral de l'Intérieur                                                        |     | Friedrich Zimmermann        | CSU   |
| Ministre fédéral de la Justice                                                         |     | Hans A. Engelhard           | FDP   |
| Ministre fédéral des Finances                                                          |     | Gerhard Stoltenberg         | CDU   |
| Ministre fédéral de l'Économie                                                         |     | Otto Graf Lambsdorff        | FDP   |
| Ministre fédéral de l'Alimentation, de l'Agriculture et des Forêts                     |     | Josef Ertl                  | FDP   |
| Ministre fédéral des Relations intra-allemandes                                        |     | Rainer Barzel               | CDU   |
| Ministre fédéral du Travail et de l'Ordre social                                       |     | Norbert Blüm                | CDU   |
| Ministre fédéral de la Défense                                                         |     | Manfred Wörner              | CDU   |
| Ministre fédéral de la Jeunesse, de la Famille et de la Santé                          |     | Heiner Geißler              | CDU   |
| Ministre fédéral des Transports                                                        |     | Werner Dollinger            | CSU   |
| Ministre fédéral des Postes et des Télécommunications                                  |     | Christian Schwarz-Schilling | CDU   |
| Ministre fédéral de l'Aménagement du territoire, des Travaux publics et de l'Urbanisme |     | Oscar Schneider             | CSU   |
| Ministre fédéral de la Recherche et de la Technologie                                  |     | Heinz Riesenhuber           | CDU   |
| Ministre fédérale de l'Éducation et de la Science                                      |     | Dorothee Wilms              | CDU   |
| Ministre fédéral de la Coopération économique                                          |     | Jürgen Warnke               | CSU   |